# Leyes de Plateau

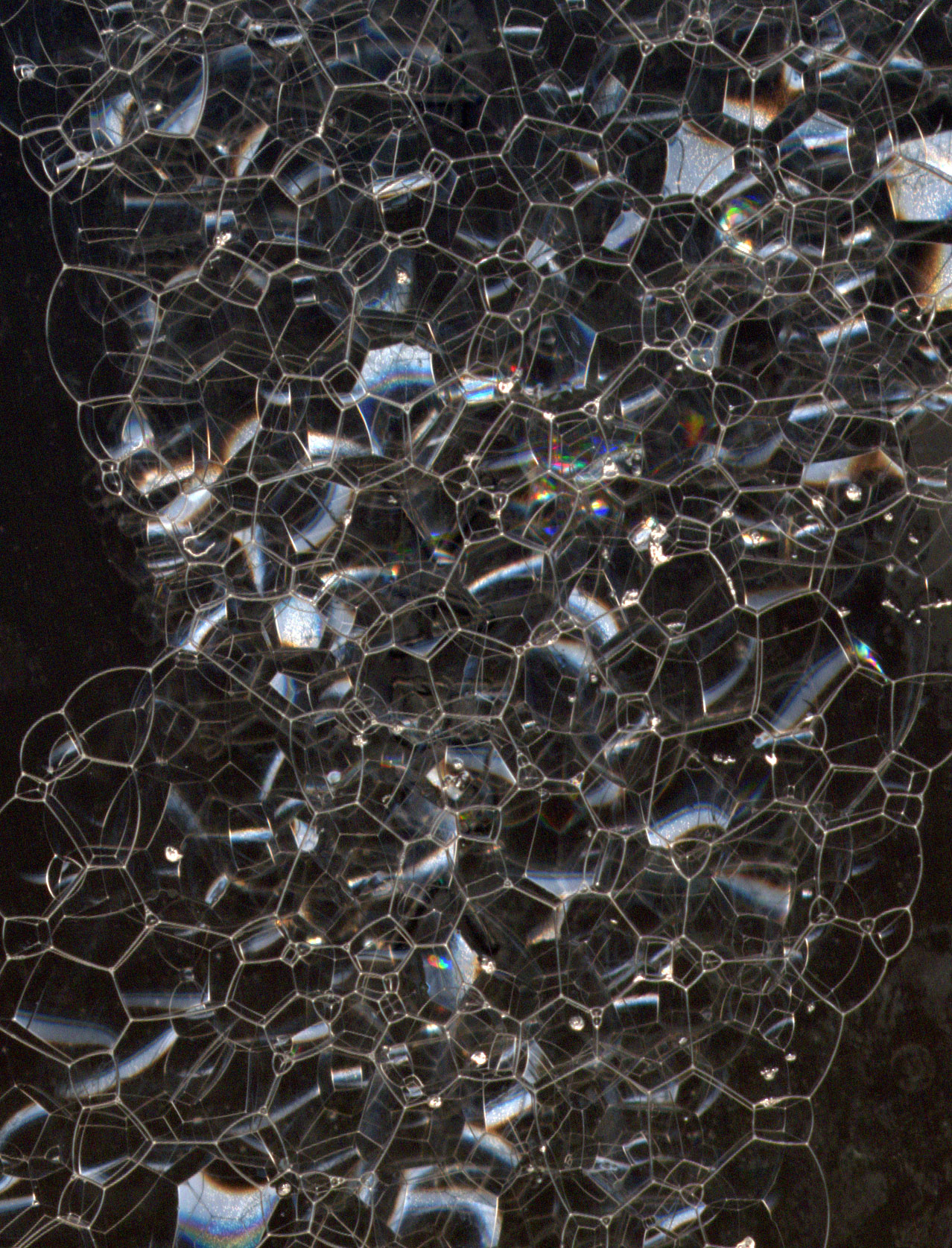
Las burbujas en una espuma de agua jabonosa obedecen las leyes de Plateau. En cada vértice, el ángulo se aproxima a 109,47 grados, el ángulo tetraédrico

Las leyes de Plateau describen la estructura de las burbujas de jabón en las espumas. Estas normas fueron formuladas en el siglo XIX por el físico belga Joseph Plateau de sus observaciones experimentales.

## Formulación
Las leyes de Plateau describen la forma y configuración de películas de jabón como sigue:
1. Las películas de jabón están formadas por superficies suaves (sin arrugas ni bultos) continuas (sin separaciones).
2. La curvatura media de una porción de una película de jabón es siempre constante en cualquier punto de la misma porción de la película de jabón.
3. Tres películas de jabón se intersecan a lo largo de una línea, formando un ángulo de cos−1(−1/2) = 120 grados, llamada Frontera de Plateau.
4. Cuatro de estas «fronteras de Plateau» (todas formadas por la intersección de tres superficies) intersecan en un punto, formando un ángulo de cos−1(−1/3) ≈ 109.47 grados (ángulo tetraédrico).

Las configuraciones distintas de las leyes de Plateau son inestables y la espuma rápidamente tienden a reordenarse para que se ajusten a estas normas.
El hecho de que estas leyes se cumplen para superficies mínimas, fue matemáticamente probado utilizando teoría geométrica de la medida por Jean Taylor

## Leyes enunciadas
- Primera ley: Tres superficies de jabón se intersecan a lo largo de una línea. El ángulo formado por los planos tangenciales a dos superficies que se intersecan, en cualquier punto a lo largo de la línea de intersección de las tres superficies, es de 120 grados.
- Segunda ley: Cuatro de las líneas, todas formadas por la intersección de tres superficies, se intersecan en un punto y el ángulo formado por cada par de ellas es de 109 grados y 28 minutos.
- Tercera ley: Una película de jabón que puede moverse libremente sobre una superficie se interseca con ella formando un ángulo de 90 grados.